# Orquesta El Macabeo
La Orquesta El Macabeo es un grupo puertorriqueño de salsa creado en 2008 en Trujillo Alto. Se caracteriza por interpretar salsa dura o gorda, con un sonido propio y diferenciándose de otros grupos contemporáneos en que tocan sus propias composiciones sin realizar versiones de temas clásicos. Parte de su sonido particular se basa en el hecho de que el grupo está conformado en su mayoría por músicos que tocaban en grupos de rock, punk, ska y reggae. Por otro lado, sus letras tratan temas actuales y tienen un tono costumbrista con pinceladas irónicas y humorísticas. La orquesta se compone de 12 integrantes.

## Historia
La Orquesta El Macabeo es un grupo autogestionado que ha surgido sin el apoyo de una gran discográfica. Poco a poco ha ganado la admiración de los aficionados a la salsa en Puerto Rico y desde 2012 se ha empezado a internacionalizar, primero en Chicago y después con su presencia en Francia, en el Festival de Río Loco de Toulouse, en Nueva York y en España.
Su canción "Lluvia con sol" ha sido elegida una de las mejores canciones de 2013 por Remezcla y ha conseguido grandes elogios de críticos musicales.

## Integrantes de la Orquesta
- Yussef Soto Villarini - Saxofón
- Héctor Lind Ortiz - Trombón
- Horacio Alcaraz Meléndez - Trompeta
- Gabrie Beauchamp Hurtado - Trompeta
- Julio Ortiz Luquis - Congas
- José Morales Benítez - Bongo, campana
- Francisco Figueroa Jiménez - Timbal
- Daniel Rosario Zayas - Güiro, coros
- Javier Santiago Rivera - Maracas, cuica, coros
- Luis De La Rosa Solá - Voz
- Aníbal Vidal Quintero - Teclado, coros
- José Ibáñez Reyes - Bajo

## Discografía

### Salsa Macabra (2010 - Discos de Hoy)
1. Charlatán
2. La Noche
3. Macabiónico
4. Se pone difícil
5. Swing
6. La culpa
7. Supermercado

### La culpa / Se pone difícil (2011 - Sencillo en vinilo 7" )
Publicado por Discos de Hoy (Puerto Rico) / Cabeza de Vaca (Venezuela/Canadá) / Entes Anómicos (Alemania) / Hombre al Cielo (Tenerife) / Candela Recordings (Puerto Rico)
1. Lado A: La culpa
2. Lado B: Se pone difícil

### El entierro (2011 - Discos de Hoy)
1. El sueño
2. Alacrán
3. Fulana
4. La Dieta
5. Músico
6. Cuto Medina
7. La conga
8. Cogiendo pon

### El sueño / Cogiendo Pon (2012 - Sencillo en vinilo 7")
Publicado por Discos de Hoy (Puerto Rico) / Electric Cowbell (U.S.A.) / Entes Anómicos (Alemania) / Lucha Libre Discos (Ecuador) / Canya de la Muntanya (España)
1. Lado A: El sueño
2. Lado B: Cogiendo pon

### Salsa Bestial (2012 - Recopilatorio)
Publicado por Vampi Soul (España)
1. El sueño
2. Macabiónico
3. La dieta
4. Se pone difícil
5. Swing
6. Cogiendo pon
7. Alacrán
8. La noche
9. La conga
10. Cuto Medina
11. Supermercado
12. Lluvia con sol

### Lluvia con sol (2013 - Discos de Hoy)
1. Lluvia con sol[19]
2. Me repito
3. La sensación
4. No sé cuándo llegué
5. Boda
6. No te debo nada
7. Olvídame
8. Macacoa

### Saoco Now! (2013)
Aparición en el sencillo de versiones de Rafael Cortijo producido por Vampi Soul (España) en el Lado A, con la canción Perico. 